# Lancelot ou le Chevalier de la charrette
Pour les articles homonymes, voir Lancelot (homonymie).
Lancelot ou le Chevalier de la charrette est un roman courtois en vers de Chrétien de Troyes, écrit entre 1176 et 1181 à la demande de Marie de Champagne. Ce roman rédigé en vers octosyllabiques nous est connu par trois manuscrits différents. Sa rédaction est probablement parallèle à celle d'Yvain ou le Chevalier au Lion ou Perceval ou le conte de Graal, car on trouve dans cet autre roman plusieurs allusions à l'enlèvement de la reine Guenièvre par Méléagant.

## Le titre
Lancelot ou le Chevalier de la charrette est le titre le plus couramment utilisé. Cependant, les manuscrits qui nous en ont conservé le texte ne comportent pas de titre. Les indications qui figurent dans les manuscrits sont les suivantes :
- au début du texte : « Del Chevalier de la Charrete / Comance Crestïens son livre »
- à la fin du texte : « Godefroiz de Leigni, li clers, / A parfinee La Charrete »
- l'explicit : « Ci faut li romans de Lancelot de la charrete »

On trouve aussi : Le Chevalier à la charrette ; Lancelot ou le Chevalier à la charrette ; Le roman du Chevalier de la Charrette.

## Historique

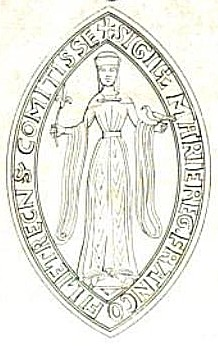
Sceau de Marie de France (1145-1198).

Le texte est le troisième roman de Chrétien qui est conservé. Avant cela, Chrétien avait déjà traduit des textes latins et écrit trois romans. De ces adaptations d'Ovide il ne reste que celle de la légende de Philomèle (voir Philomèle et Procné), il extrait des Métamorphoses d'Ovide, et titrée La Muance de la hupe, de l'aronde et del rossignol. Chrétien a aussi écrit un roman nommé del roi Marc et d'Ysalt la blonde aujourd'hui perdu et deux romans arthuriens Érec et Énide et Cligès. Le roman de Lancelot est une commande de Marie de Champagne qui a imposé le thème à Chrétien. Ce dernier n'a pas terminé ce roman, qui a été achevé par « le clerc Godefroi de Lagny », avec son accord, nous précise le texte : « Godefroiz de Leigni, li clers, / A parfinee La Charrete / Mes nus hom blasme ne l'an mete / Se sor Crestïen a ovré / Car ç'a il fet par le boen gré / Crestïen, qui le comença ».
Si la vie de Chrétien de Troyes est très mal connue, celle de Godefroi de Lagni est un mystère. La seule chose connue est sa poursuite du roman de Lancelot sans qu'il soit possible de trouver ses dates de naissance et de mort ou d'autres titres de textes qu'il aurait pu écrire.

## Résumé

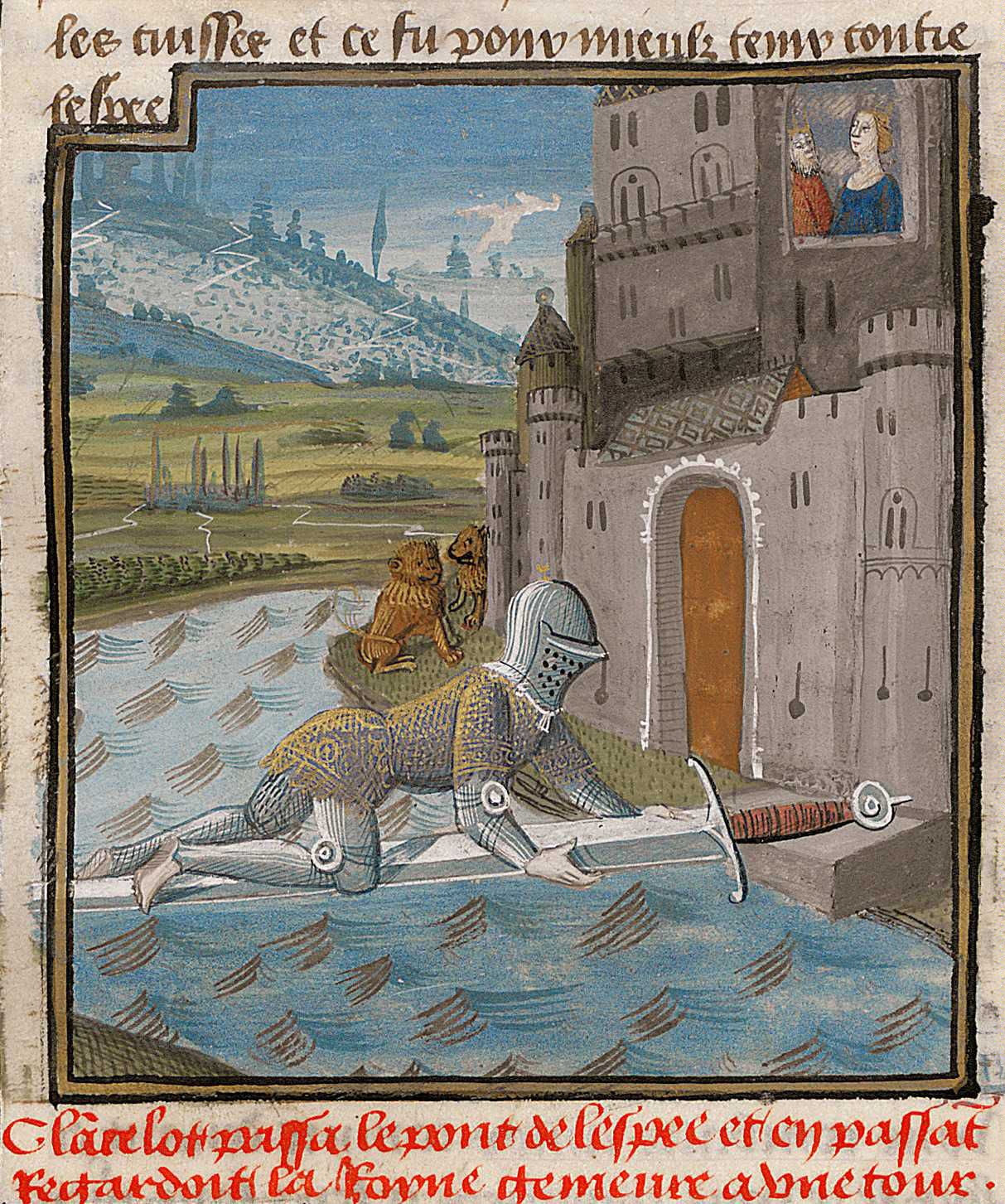
Lancelot passant le pont de l'Épée, circa 1475

Dans ce roman, la reine Guenièvre, dame aimée de Lancelot, et femme du roi Arthur souverain du royaume de Logres, est enlevée et tenue prisonnière par Méléagant. Lancelot part la délivrer, mais pour réussir dans cette quête, il doit accomplir des prouesses et consentir à des sacrifices, qui sont autant d'épreuves dans son parcours initiatique. Les épreuves les plus importantes du poème sont celles à caractère sacrificiel : l'une d'elles donne le nom du roman Le Chevalier de la charrette, car Lancelot se résout à monter dans une charrette de condamné conduite par un bouvier, signe d'opprobre à l'époque médiévale, dans le but de sauver sa dame :  il perd son honneur et devient un paria selon le code de la chevalerie. Mais ce code courtois exige de lui un sacrifice, pour sa dame. Lancelot finit donc par monter dans la charrette, après une hésitation « de deux pas », révélant son caractère faillible. La deuxième épreuve à caractère sacrificiel est la traversée du Pont de l'Épée, qui lui permettra d'aller dans le royaume de Bademagus (père de Méléagant) pour sauver la reine Guenièvre.

## Thème
C'est un très bon exemple de la fin'amor ou amour courtois, amour idéal, dans la littérature médiévale. « Le Chevalier de la charrette peut alors se lire comme une mise en récit de la situation habituelle de l'amant dans la lyrique des troubadours ». Ce terme désigne une série de règles qui régissent le rapport entre un amant et sa dame. La dame est toujours de rang supérieur à l'amant, et celui-ci doit accomplir des prouesses et des sacrifices pour montrer son caractère extraordinaire et son dévouement à l'être aimé. Dans le présent roman, « Lancelot aime une dame inaccessible, puisqu'elle est la reine, l'épouse de son suzerain, et se voue tout entier à son service jusqu'à souffrir dans son corps (blessures au Pont de l'Épée) et dans son honneur (humiliation de la charrette et du tournoi de Noauz) ». Sans oser y prétendre, il pourra accéder à l'objet de son désir, mais « la nuit d'amour entre Lancelot et la reine reste sans lendemain et (...) le destin de Lancelot reste mystérieux. ».

## Études critiques
Ce texte peut être considéré avec le Chevalier au lion, comme un des premiers exemples de texte initiant le genre du roman en France.
Le poids du don contraignant
Point de départ de nombreux romans arthuriens, la « promesse en blanc » joue un rôle essentiel dans le Chevalier de la charrette  et plus largement dans l'histoire du royaume de Logres. La succession de dons contraignants funestes inscrit les événements dans une dimension tragique et aboutit à la fin du royaume.
Une figure christique
La théorie suivante est développée par Ribart dans son œuvre critique Le Chevalier de la Charrette. Lancelot, sous l'apparence de l'amant courtois type, est une figure christique. Ce roman est à la fois un roman courtois et une allégorie christique, car en sauvant la reine, Lancelot rétablit l'équilibre du monde. De plus, certains voient, dans la soumission de Lancelot, des valeurs chrétiennes : humilité, soumission et sacrifice de soi. Ce thème sera traité de façon encore plus évidente dans Perceval ou le Conte du Graal, cinquième roman de Chrétien de Troyes.

## Traductions en français moderne
- Lancelot ou le chevalier à la charrette, traduction de Jean-Claude Aubailly qui s'appuie sur le manuscrit Guiot datant du début du XIIIe siècle (Paris, Bibliothèque nationale) corrigé par les spécialistes contemporains (Mario Roques, 1958, et William W. Kibler, 1981). Voir le manuscrit de Guiot à Chrétien de Troyes, Érec et Énide , Le Chevalier de la Charrette , Cligès , Le Chevalier au Lion . Alexandre de Bernay, Athis et Prophilias . Benoît de Sainte-Maure, Le Roman de Troie . Wace, Le Roman de Brut . Calendre, Les Empereurs de Rome . Chrétien de Troyes, Le Conte du Graal . sur Gallica
- Le chevalier de la charrette ou Le roman de Lancelot. Édition critique d’après tous les manuscrits existants, traduction, présentation et notes de Charles Méla, Paris, Librairie générale française (Le livre de poche, 4527. Lettres gothiques, 1992).
- Le Chevalier de la Charrette, traduction en vers de Guy de Pernon, 2015

## Éditions
Lancelot ou le chevalier à la charrette, GF Flammarion, collection Étonnants classiques. Présentation, notes, choix des extraits et dossier par Hervé-François Fournier et traduit par Jean-Claude Aubailly.
- Chrétien de Troyes, Œuvres complètes, Gallimard, « Bibliothèque de la Pléiade » no 408, 1994
- Chrétien de Troyes, Romans, Librairie générale française, « Le Livre de poche. La Pochothèque », 1994